# کیم جی اون
کیم جی اون (کره‌ای: 김지은؛ زادهٔ ۹ اکتبر ۱۹۹۳) بازیگر اهل کره جنوبی است. او به خاطر ایفای نقش در مجموعه تلویزیونی نقاب (۲۰۲۱) به شهرت رسید.

## فیلم‌شناسی

### فیلم
| سال  | عنوان            | نقش              | منابع |
| ---- | ---------------- | ---------------- | ----- |
| ۲۰۱۵ | تتو              | دوست‌دختر         |       |
| ۲۰۱۸ | پادشاه مواد مخدر | همسر چوی جین پیل | [ ۲ ] |
| ۲۰۱۹ | زنده باد پادشاه  | جون              | [ ۳ ] |

### مجموعه تلویزیونی
| سال       | عنوان              | نقش          | توضیحات                    | منابع  |
| --------- | ------------------ | ------------ | -------------------------- | ------ |
| ۲۰۱۸      | جادوگر خوب         | وانگ جی یونگ |                            | [ ۴ ]  |
| ۲۰۱۸      | دوست‌داشتنی وحشتناک | لی سو جونگ   |                            | [ ۵ ]  |
| ۲۰۱۸      | فرزندان هیچکس      | مین جو       |                            | [ ۶ ]  |
| ۲۰۱۹      | پزشک زندانی        | اوه مین جونگ | حضور افتخاری (قسمت ۱۰، ۱۲) | [ ۷ ]  |
| ۲۰۱۹      | غریبه‌هایی از جهنم  | مین جی اون   |                            | [ ۸ ]  |
| ۲۰۲۱      | نقاب               | یو جه یی     |                            | [ ۹ ]  |
| ۲۰۲۲      | زندگی دوباره من    | کیم هی آه    |                            | [ ۱۰ ] |
| ۲۰۲۲      | وکیل یک دلاری      | بک ما ری     |                            | [ ۱۱ ] |
| ۲۰۲۳      | مشتاق دیدار        | گو یونگ جو   |                            | [ ۱۲ ] |
| ۲۰۲۴      | در همسایگی عشق     | جونگ مو اوم  |                            | [ ۱۳ ] |
| ۲۰۲۴–۲۰۲۵ | اقامت در هانیانگ   | هونگ دوک سو  |                            | [ ۱۴ ] |

### مجموعه اینترنتی
| سال  | عنوان                        | نقش         | منابع  |
| ---- | ---------------------------- | ----------- | ------ |
| ۲۰۱۷ | بهترین لحظه برای ترک شغل خود | هیون یی     | [ ۱۵ ] |
| ۲۰۱۹ | من سه دوست‌پسر دارم           | را هی       | [ ۱۶ ] |
| ۲۰۲۴ | برندینگ در سونگ‌سو دونگ       | کانگ نا اون | [ ۱۷ ] |

### برنامه تلویزیونی
| سال  | عنوان            | نقش       | توضیحات                             | منابع  |
| ---- | ---------------- | --------- | ----------------------------------- | ------ |
| ۲۰۲۳ | اینکیگایو        | مجری ویژه | به همراه هیونگ‌وون از مونستااکس      | [ ۱۸ ] |
| ۲۰۲۳ | نیبرهود کول هاوس | میزبان    | به همراه کیم سونگ جو و اوه سانگ جین | [ ۱۹ ] |

### برنامه اینترنتی
| سال  | عنوان               | نقش    | توضیحات                       | منابع  |
| ---- | ------------------- | ------ | ----------------------------- | ------ |
| ۲۰۲۳ | نوزده تا بیست سالگی | میزبان | به همراه کیوهیون و لی سو هیون | [ ۲۰ ] |

### میزبان
| سال  | عنوان               | توضیحات                           | منابع  |
| ---- | ------------------- | --------------------------------- | ------ |
| ۲۰۲۳ | جوایز سرگرمی اس‌بی‌اس | به همراه لی سانگ مین و لی هیون یی | [ ۲۱ ] |

## جوایز و نامزدی‌ها
| مراسم جوایز                 | سال  | دسته                           | نامزد / اثر        | نتیجه    | منبع   |
| --------------------------- | ---- | ------------------------------ | ------------------ | -------- | ------ |
| جوایز مدل آسیا              | ۲۰۲۱ | جایزه ستارهٔ تازه‌کار            | نقاب               | برنده    | [ ۲۲ ] |
| جوایز بین‌المللی درامای سئول | ۲۰۲۰ | بهترین بازیگر زن در درام هالیو | من سه دوست‌پسر دارم | نامزدشده | [ ۲۳ ] |